# سیارک ۲۶۵۴
سیارک ۲۶۵۴ (به انگلیسی: 2654 Ristenpart، نام‌گذاری: 1968OG) دو هزار و ششصد و پنجاه و چهارمین سیارک کشف شده‌است که در ۱۸ ژوئیه ۱۹۶۸ کشف شد.
قدر مطلق سیارک برابر ۱۲٫۵۰ است.